# Salvador Alegret i Sanromà
Salvador Alegret i Sanromà (Barcelona, 1947) és un químic català, rector de la Universitat Catalana d'Estiu durant l'any 2014.
Es doctorà en ciències químiques el 1978. Ha estat catedràtic de química analítica a la Universitat Autònoma de Barcelona (1991-2009), on ha ocupat, entre altres càrrecs, el de secretari general. En diferents períodes entre el 1975 i el 1981 treballà en diversos projectes de recerca al Kungliga Tekniska Högskolan (KTH) d'Estocolm. També ha estat investigador de la State University of New York, a Buffalo (EUA). El seu treball de recerca es mou bàsicament en el camp dels quimiosensors i els biosensors, i en el desenvolupament de sistemes analítics integrats per al control de processos biomèdics, ambientals i industrials, basats en conceptes de bioinstrumentació i instrumentació biomimètica. Ha participat en diferents programes europeus de recerca i desenvolupament, i ha actuat d'expert en diverses agències de la Comissió Europea. És membre de la Secció de Ciències i Tecnologia, de l'Institut d'Estudis Catalans, del qual n'ha estat secretari general i vicepresident (2002-2009). És membre de la Societat Catalana de Química, de l'Associació Catalana de Ciències de l'Alimentació i de la Societat Catalana de Terminologia, totes elles filials de l'Institut d'Estudis Catalans.
Formà part del Consell rector de la Universitat Catalana d'Estiu. Ha estat president de la Fundació puntCat (2010-2011). És autor de nombrosos articles de recerca especialitzats i de diverses patents. Autor també de treballs de lexicografia química, fou membre del comitè editor del Full Lexicogràfic. Fou redactor, assessor de química i responsable de l'àrea de química orgànica de la Gran Enciclopèdia Catalana. El 1975 rebé el premi Marià Aguiló de l'IEC pel seu Diccionari de l'utillatge químic (1977), publicat al número 57 de la col·lecció Arxius de la Secció de Ciències. És catedràtic honorari de química de la Universitat de Santo Tomas, de Manila (Filipines) (2011). Ha exercit de catedràtic emèrit de química analítica de la Universitat Autònoma de Barcelona. Ha estat distingit amb la Medalla d'Honor de la Xarxa Vives d'Universitats (2023). És director del programa de recerca «CiT (Terminologia de ciències i tecnologia)» de la Secció de Ciències i Tecnologia de l'IEC.